# Церква Різдва Богородиці (Рождественське)
Церква Різдва Богородиці — православний храм та пам'ятка архітектури місцевого значення у Рождественському.

## Історія
Рішенням виконкому Чернігівської обласної ради народних депутатів від 26.06.1989 № 130 надано статус «пам'ятник архітектури місцевого значення» з охоронним № 58-Чг під назвою «Церква Різдва Богородиці». Встановлено інформаційну дошку.

## Опис
Церква Різдва Христового — приклад кам'яної культової архітектури кінця XVIII століття на Чернігівщині, що поєднує стилістичні риси бароко та класицизму. Збудована в період 1796 року на замовлення П. М. Юркевича. Північно-західніше храму розташована дзвіниця, що окремо стоїть.
Кам'яний, одноголовий, баштоподібний, близький до тетраконхового типу — центричний храм із чотирипелюстковим планом. Але замість 4 апсид, що примикають, до квадратного внутрішнього підкупольного приміщення примикає три прямокутні рамена (з заходу, півночі і півдня) і одна напівкругла апсиди зі сходу — все нижче основного об'єму. Грані основного обсягу завершуються фронтонами. Над основним об'ємом височить восьмигранна вежа (восьмерик) під куполом з глухим ліхтариком і цибулиноподыбною головкою. Замість віконних отворів, барабан має ніші (чергуються засклені та глухі) у вигляді «хреста». Має три входи (все в раменах), з боку головного західного входу є тамбур-прибудова.
Фасад насичений декором, наприклад, пілястрами. В інтер'єрі збереглися фрагменти розпису на стінах XVIII-ХІХ століть.